# Eric Morel
Eric Arturo Morel (ur. 10 października 1975 w San Juan) – portorykański bokser, były zawodowy mistrz świata wagi muszej (do 112 funtów) organizacji WBA.

## Kariera amatorska
W 1996 reprezentował Stany Zjednoczone na Igrzyskach Olimpijskich w Atlancie. Przegrał na punkty w pierwszej walce z późniejszym złotym medalistą Kubańczykiem Maikro Romero.

## Kariera zawodowa
Karierę zawodową rozpoczął 11 października 1996. Do czerwca 2000 stoczył 26 walk, wszystkie wygrywając. W tym okresie, zwyciężając Meksykanina Jose Victora Burgosa zdobył tytuł mistrza federacji IBA w wadze junior koguciej, który obronił trzykrotnie.
5 sierpnia 2000 w Madison stanął do pojedynku o tytuł mistrza świata WBA w wadze muszej. Pokonał jednogłośnie na punkty broniącego tytułu Taja Sornpichaia Kratingdaenggyma i został nowym mistrzem świata. W pierwszej obronie tytułu, 7 października, zwyciężył Meksykanina Alberto Ontiverosa a następnie, 15 grudnia, jego rodaka Gilberto Keb Basasa przyszłego mistrza WBC w wadze junior muszej. W kolejnych obronach zwyciężył: 8 czerwca 2001 Wenezuelczyka Jose de Jesusa Lopeza przez techniczny nokaut w ósmej rundzie, 12 października 2002 przez techniczny nokaut w jedenastej rundzie niepokonanego dotąd Taja Denkaosana Kaovichita przyszłego mistrza tej organizacji, oraz 28 czerwca 2003 jednogłośnie na punkty Isidro Garcię byłego mistrza WBO. Szósta obrona okazała się nieudana. 6 grudnia 2003 w Bayamon przegrał jednogłośnie na punkty z Wenezuelczykiem Lorenzo Parrą i była to jego pierwsza porażka w karierze. 
Po przejściu do kategorii junior koguciej zdobył tytuł WBO NABO a następnie 19 marca 2005 stoczył pojedynek o tytuł mistrza WBA. Przegrał jednogłośnie na punkty z broniącym tytułu Meksykaninem Martínem Castillo. W październiku 2005 został skazany na dwa lata więzienia.
Powrócił na ring w lutym 2008 w limicie wagi koguciej. Do grudnia 2011 wygrał kolejno 11 walk zdobywając tytuł WBO Inter-Continental oraz wakujący tytuł tymczasowego mistrza IBF po zwycięstwie 13 lutego 2010 nad Filipińczykiem Gerrym Peñalosą, byłym mistrzem tej federacji. Tytułu nie bronił.
21 kwietnia 2012 otrzymał kolejną szansę walki o tytuł mistrzowski, tym razem wakujący tytuł federacji WBC w wadze junior koguciej. W El Paso (Stany Zjednoczone) przegrał wyraźnie, jednogłośnie na punkty z Meksykaninem Abnerem Maresem, byłym mistrzem IBF w wadze koguciej. Kolejną walkę o tytuł, tym razem IBF w wadze koguciej, stoczył 15 września. Przegrał z broniącym pasa Meksykaninem Leo Santa Cruzem nie wychodząc do szóstej rundy. Była to jego pierwsza porażka przed czasem.